# 理查德·阿佩尔
理查德·阿佩尔 （英語：Richard James "Rich" Appel，1963年5月21日—）是一位美国作家，制作人和律师。

## 生平
1963年5月21日出生在美国纽约市，哈佛大学毕业后跟随母亲脚步，当了一名律师。曾在美国纽约南区联邦地区法院担任了三年助理律师。1994年开始作为电视编剧，为《辛普森一家》撰写剧本。2012年以来成为福斯广播公司《恶搞之家》首席制作人。他的作品还包括《特工老爹》和《克利夫兰秀》等。

## 家庭
父亲是阿尔弗雷德·阿佩尔是西北大学 (伊利诺伊州)教师，是研究弗拉基米尔·弗拉基米罗维奇·纳博科夫的专家。母亲是一名律师，1983年到2004年担任芝加哥洛约拉大学法学院院长。前妻是苹果创始人史蒂夫·乔布斯的亲生妹妹莫娜·辛普森。